# Kanton Montmartin-sur-Mer
Der Kanton Montmartin-sur-Mer war von 1790 bis 2015 ein französischer französischer Wahlkreis im Arrondissement Coutances, im Département Manche und in der Region Basse-Normandie; sein Hauptort war Montmartin-sur-Mer. Der Kanton war 101 km² groß und hatte 8563 Einwohner (Stand:2012).
Der Kanton umfasste Wahlberechtigte aus zwölf Gemeinden:
| Gemeinde                | Einwohner Jahr | Fläche km² | Bevölkerungsdichte | Code INSEE | Postleitzahl |
| ----------------------- | -------------- | ---------- | ------------------ | ---------- | ------------ |
| Annoville               | 651 (2013)     | –          | – Einw./km²        | 50015      | 50660        |
| Contrières              | 379 (2013)     | –          | – Einw./km²        | 50140      | 50660        |
| Hauteville-sur-Mer      | 663 (2013)     | –          | – Einw./km²        | 50231      | 50590        |
| Hérenguerville          | 200 (2013)     | –          | – Einw./km²        | 50244      | 50660        |
| Hyenville               | 332 (2013)     | –          | – Einw./km²        | 50255      | 50660        |
| Lingreville             | 946 (2013)     | –          | – Einw./km²        | 50272      | 50660        |
| Montchaton              | 323 (2013)     | –          | – Einw./km²        | 50339      | 50660        |
| Montmartin-sur-Mer      | 1332 (2013)    | –          | – Einw./km²        | 50349      | 50590        |
| Orval sur Sienne        | 1180 (2013)    | –          | – Einw./km²        | 50388      | 50660        |
| Quettreville-sur-Sienne | 1802 (2013)    | –          | – Einw./km²        | 50419      | 50660        |
| Regnéville-sur-Mer      | 778 (2013)     | –          | – Einw./km²        | 50429      | 50590        |
| Trelly                  | 664 (2013)     | –          | – Einw./km²        | 50605      | 50660        |